# Lijnbaan
La Lijnbaan est une rue commerçante de Rotterdam.

## Historique
Elle est classée au titre de monument national depuis 2012.

### Construction

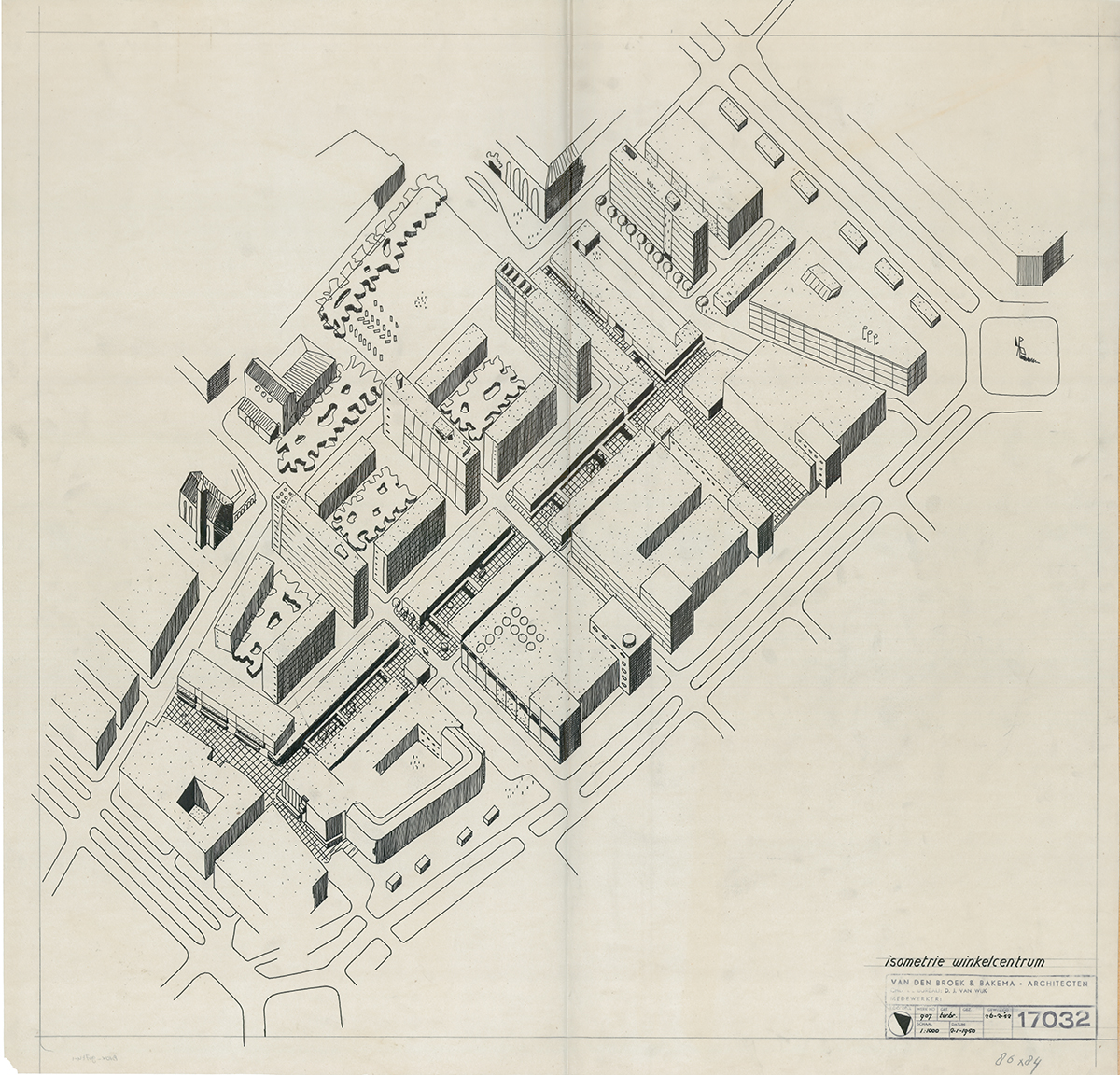
Plan du projet d'aménagement de Van den Broek et Bakema.

Après le bombardement de Rotterdam en 1940, le quartier commerçant de la ville est totalement détruit. 
Après de nombreuses hésitations, les travaux d'aménagements du quartier sont confiés aux deux architectes du mouvement moderne Jo van den Broek et Jacob Bakema.  qui construisent la rue, entre 1949 et 1953, dans le style du modernisme .
L'ensemble est ouvert le 9 octobre 1953. 

65 boutiques à deux niveaux sont construites sur une rue piétonne. Contrairement aux rues commerçantes néerlandaises classiques, le profil de la rue est large et bas et non haut et étroit. Les boutiques forment des blocs standards possédant toutes la même profondeur de 15 à 20 mètres mais dont la largeur sur la rue est variable. Des bureaux ne sont pas disposés en surplomb au-dessus des boutiques mais dans des bâtiments situés à l'arrière dans des blocs séparés par des rues permettant d'approvisionner les commerces. Les façades ont été construites avec des panneaux de béton préfabriqués carrés mesurant tous 1,1 mètre de côté. Les cloisons sont faites de briques. Des auvents en béton et acier viennent prolonger les façades. La zone piétonne est couverte d'un pavage et ponctuée d'arcades, de kiosques et de bacs à fleurs. La rue est prolongée par les mêmes architectes en 1966.

### Un modèle controversé
Ce modèle de rue commerçante a été repris dans plusieurs autres villes d'Europe comme à Stevenage en Angleterre. Cependant, dès les années 1960, l'architecture de l'ensemble est critiqué comme trop nu, trop abstrait. Plusieurs projets envisagent une profonde transformation du site par sa couverture notamment sur le modèle du mall américain. Cependant, aucun de ces projets ne fait consensus et n'est finalement réalisé. Seuls les auvents ont fait l'objet d'une rénovation partielle par le même cabinet d'architecte dans les années 1990. L'ensemble du site est classé au titre de monument national par le Rijksdienst voor het Cultureel Erfgoed (« Service national pour le patrimoine culturel ») depuis le 26 octobre 2012.